# Anopheles brachypus
Anopheles brachypus este o specie de țânțari din genul Anopheles, descrisă de Donitz în anul 1902. Conform Catalogue of Life specia Anopheles brachypus nu are subspecii cunoscute.